# Brunwart von Augheim

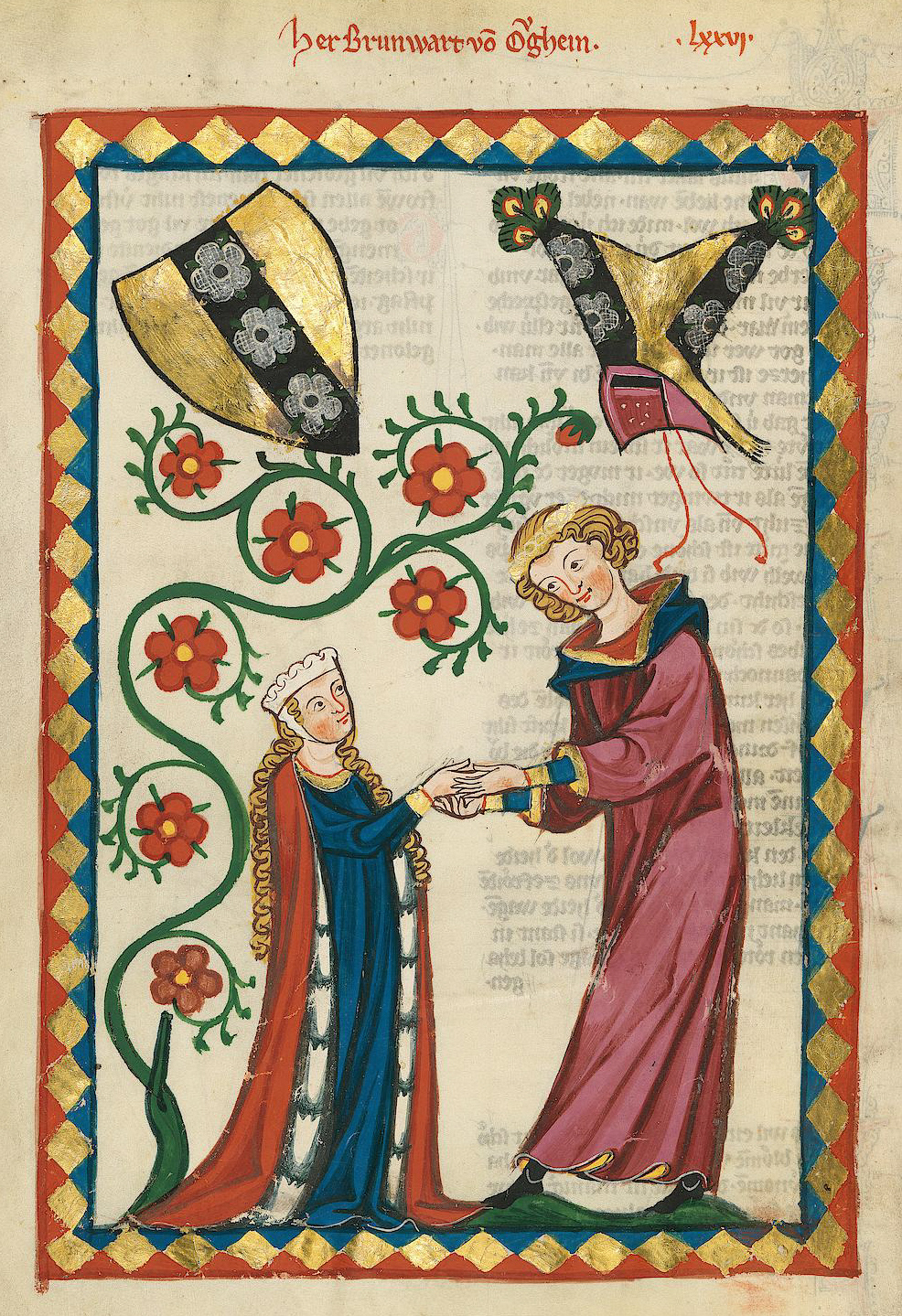
De Brunwart miniatuur van de Codex Manesse van Auggen, fol. 258v, rond 1300.

Johannes Brunwart von Augheim (Ǒghein, Oughein, Ougheim, Ouchein; Auggen, fl. 1250 tot ca. 1300, gedocumenteerd 1263-1296), was een Duitse ridder, minnezanger en burgemeester (Schultheiß) van Neuenburg am Rhein in de tweede helft van de 13e eeuw.

## Leven
De heren Brunwart von Ǒghein waren een riddergeslacht in Neuenburg am Rhein, dat sinds 1130 gedocumenteerd is als markgraven van het markizaat Hachberg, waar verschillende leden het ambt van Schultheiß (schulte of "burgemeester") bekleedden. De landelijke voorouderlijke zetel, het kasteel en het land van de familie, bevond zich tot 1272 in Ǒghein (Ǒkhein, Ǒchhein), Auggen.
De belangrijkste van het riddergeslacht was Johannes Brunwart, die als "her Brunwart von Ǒughein" zijn weg vond naar het Große Heidelberger Liederhandschrift uit het begin van de 14e eeuw met vijf conventioneel genoemde hoofse liefdesliederen (Codex Manesse, 258v.) en, voor zover gedocumenteerd, Schultheiß van Neuenburg was tussen 1272/73 en 1283. Bovendien zijn er sporen van hem te vinden als getuige, uitgever of verzegelaar van diverse oorkonden, zelfs na zijn ambtsperiode en tot het jaar 1296, waarin hij als Brunwardus miles de Ouchein, her Brunwart von Ǒghein, ritter of Johans Brunwart ein ritter von Ǒkein wordt aangeduid.
Zijn geboortejaar is echter net zo onbekend als zijn sterfjaar. Alleen zijn sterfdatum, 11 maart, wordt vermeld in het overlijdensregister van de Johanniter van Neuenburg, wiens weldoener hij was en op wiens begraafplaats hij waarschijnlijk begraven ligt.

## Bron
- Dit artikel of een eerdere versie ervan is een (gedeeltelijke) vertaling van het artikel Brunwart von Augheim op de Duitstalige Wikipedia, dat onder de licentie Creative Commons Naamsvermelding/Gelijk delen valt. Zie de bewerkingsgeschiedenis aldaar.